# 達維特·克澤拉什維利
達維特·克澤拉什維利（羅馬化：Davit Kezerashvili；1978年9月22日—），喬治亞政治家。在2006年11月10日至2008年12月5日期間，克澤拉什維利擔任喬治亞國防部長，這期間參與了喬俄戰爭。他是統一民族運動的創建成員。